# 帕永·朱拉暖
帕永·朱拉暖（泰語： ; 1909年3月12日－1980年9月7日），泰国军官、政治家、泰国共产党前领导人。他是泰王国前总理素拉育·朱拉暖的父亲。

## 经历
帕永是 Phraya Wiset Singhanat的儿子、Phraya Sri Sitthi Songkhram的女婿。在1947年反对銮探隆·那瓦沙瓦和比里·帕侬荣政府的政变中，帕永成为銮披汶·颂堪元帅的盟友。后来帕永与军政府领导人意见不合，发动了一场失败的政变，即陆军参谋学校政变。政变失败后，他经湄赛和缅甸逃往中国。当时，他的儿子素拉育只有六岁。 
1957年，帕永返回泰国参加3月的大选，并成为碧武里府的一名议员。泰国独裁者沙立·他那叻在同年9月发动政变，推翻了銮披汶·颂堪政府，帕永随后离开家人和政府工作转入地下，化名“卡姆丹同志”（  ）。帕永后来担任了泰国共产党中央委员会委员、泰国人民解放军参谋长，泰国共产党秘书长等泰共重要职务。他的儿子素拉育后来加入了泰国皇家陆军并领导了针对自己父亲的行动。 
经历了几十年的地下工作和游击战，帕永的健康状况不佳。 1978年他被送往北京休养，后于1980年9月7日在中国去世。 

### 引文
- Nation Weekender,  ('Comrade Khamtan', A Good Man in the Heart of General Surayud), 9 December 2005 （泰語）